# Kinryū Arimoto
Kinryū Arimoto (有本 欽隆, Arimoto Kinryū), né le 11 février 1940 à Tottori et mort le 1er février 2019 à Tokyo, est un seiyu japonais.

## Filmographie

### Anime
- One Piece : Barbe Blanche
- Fullmetal Alchemist: Dr.Knox
- Gate Keepers
- Gundam SEED
- Initial D
- You're Under Arrest
- Angel Heart
- Bleach : Ginrei Kuchiki